# Gregers Juel
 Der er flere personer med dette navn, se Gregers Juel (flertydig).
Gregers Juel (født 26. januar 1667 i Viborg, død 26. december 1731) var en dansk officer og godsejer, bror til Christian Juel og var fader til Margrethe Hedevig og Peder Juel.

## Militær karriere
Han var søn af oberst Peder Juel til Vrejlev Kloster og Helvig Krabbe. Han blev 1688 fændrik i Marineregimentet og steg i løbet af et par år til kaptajn. 1696 kom han til Fodgarden, blev 1700 oberstløjtnant ved dragonerne i Norge, 1701 oberst og chef for Hertugen af Glücksborgs forrige dragonregiment og gik med dette til Italien i kejserlig tjeneste. Allerede 1703 blev dog regimentet indlemmet i et andet, og Juel vendte hjem. Efter helsingborgslaget 1710 blev han sendt til Skåne og blev samme år generalmajor til hest. De påfølgende år var han med i Nordtyskland, men muligvis som følge af den mistillid, kongen nærede til hans politiske stade ligesom til broderen Christians, blev han 1716 forbigået ved udnævnelsen til generalløjtnant og tog krænket herover sin afsked. Først mange år efter blev han atter taget til nåde, idet Frederik IV 1730 gjorde ham til generalløjtnant og Christian VI samme år til Hvid Ridder.

## Godsejer
Gregers Juel havde 8. april 1701 ægtet Vibeke Juel (1672-1735), datter af hans frænde, den berømte Niels Juel, efter hvem hun havde arvet Eriksholm ved Holbæk. Desuden medbragte hun fra sit første ægteskab med admiral Christian Bielke Basnæs ved Skælskør. Denne sidste gård solgte Gregers Juel, hvorimod han købte en del store gårde i Holbækegnen: Holbæk Slots Ladegård, Trudsholm, Aastrup og Kongsdal og omtales som en rig mand.

## Skoleherre
Som nærmeste slægtning af stifterne blev han 1731 beskikket til skoleherre for Herlufsholm, som ved hans forgængeres forsømmelighed var i en ynkelig forfatning. Juel tog med iver og kraft fat på at ophjælpe denne og gav både for økonomien og for undervisningen en række bestemmelser, der "syntes at love Skolen en virksom, selvtænkende og for dens bedste aarvaagen Patron", da han pludselig døde 26. december 1731.